# سعد العبود
سعد العبود لاعب كرة قدم سعودي.

## مسيرة اللاعب
لعب سابقاً في أندية الاتفاق والاتحاد والفيصلي ونجران والطائي والخليج والكوكب والصفا والنجمة والجيل.

## الحياة الشخصية
سعد هو شقيق اللاعبين عبد الرحمن العبود وخالد العبود.